# Талалаївська сільська рада (Ніжинський район)
Талала́ївська сільська́ ра́да — адміністративно-територіальна одиниця та орган місцевого самоврядування в Ніжинському районі Чернігівської області. Адміністративний центр — село Талалаївка.

## Загальні відомості
Талалаївська сільська рада утворена у 1919 році.
- Територія ради: 69,72 км²
- Населення ради: 2 663 особи (станом на 2001 рік)

## Населені пункти
Сільській раді підпорядковані населені пункти:
- с. Талалаївка
- с. Лустівка
- с. Хвилівка

Колишні населені пункти:
- с. Мединщина[1].

## Склад ради
Рада складається з 16 депутатів та голови.
- Голова ради: Гусєв Сергій Григорович
- Секретар ради: Колонтай Ольга Адамівна

### Керівний склад попередніх скликань
| Прізвище, ім'я, по батькові  | Основні відомості                                                         | Дата обрання | Дата звільнення |
| ---------------------------- | ------------------------------------------------------------------------- | ------------ | --------------- |
| Красновид Лариса Анатоліївна | Сільський голова, 1958 року народження, освіта вища, член Народної партії | 26.03.2006   | 31.10.2010      |
| Красновид Лариса Анатоліївна | Сільський голова, 1958 року народження, освіта вища, член Партії регіонів | 31.10.2010   | 18.03.2012      |
| Хоменко Володимир Михайлович | Сільський голова, 1970 року народження, освіта вища, член Партії регіонів | 18.03.2012   |                 |

Примітка: таблиця складена за даними сайту Верховної Ради України

### Депутати
За результатами місцевих виборів 2010 року депутатами ради стали:

#### За суб'єктами висування
| Суб'єкт висування | Кількість обраних депутатів | %   |
| ----------------- | --------------------------- | --- |
| Самовисування     | 16                          | 100 |

#### За округами
| № округу | Прізвище, ім'я, по батькові   | Дата визнання обраним | Освіта  | Партійна приналежність                        | Відомості про обраного депутата                                                  |
| -------- | ----------------------------- | --------------------- | ------- | --------------------------------------------- | -------------------------------------------------------------------------------- |
| 1        | Гавриш Ніна Іванівна          | 03.11.2010            | вища    | позапартійна                                  | тимчасово не працює                                                              |
| 2        | Самойленко Марія Ігнатівна    | 03.11.2010            | середня | позапартійна                                  | фермерське господарство «Мединщина», бухгалтер                                   |
| 3        | Хоменко Володимир Михайлович  | 03.11.2010            | вища    | позапартійний                                 | Талалаївська сільська рада, землевпорядник                                       |
| 4        | Костюченко Валентина Петрівна | 03.11.2010            | середня | позапартійна                                  | Талалаївське споживче товариство, заступник головного бухгалтера                 |
| 5        | Котюх Ольга Валентинівна      | 03.11.2010            | вища    | позапартійна                                  | Талалаївська загальноосвітня школа І-ІІІ ст., заступник директора                |
| 6        | Ювко Валентина Федорівна      | 03.11.2010            | вища    | позапартійна                                  | Талалаївська амбулотарія загальної практики та сімейної медицини, лікар-педіатр  |
| 7        | Стецюн Світлана Петрівна      | 03.11.2010            | вища    | позапартійна                                  | Талалаївська загальноосвітня школа І-ІІІ ст., вчитель                            |
| 8        | Загірняк Леонід Михайлович    | 03.11.2010            | вища    | позапартійний                                 | Талалаївська амбулаторія загальної практики та сімейної медицини, головний лікар |
| 9        | Костенко Олег Вікторович      | 03.11.2010            | середня | член Всеукраїнського об'єднання «Батьківщина» | ПЧ −19 м. Прилуки, монтер                                                        |
| 10       | Колонтай Ольга Адамівна       | 03.11.2010            | вища    | позапартійна                                  | Талалаївська сільська рада, секретар                                             |
| 11       | Близнюк Любов Іванівна        | 03.11.2010            | середня | позапартійна                                  | пенсіонер                                                                        |
| 12       | Динько Віталій Ілліч          | 03.11.2010            | середня | член Партії регіонів                          | пенсіонер                                                                        |
| 13       | Якуба Петро Миколайович       | 03.11.2010            | вища    | позапартійний                                 | тимчасово не працює                                                              |
| 14       | Козинець Тетяна Олексіївна    | 03.11.2010            | вища    | позапартійна                                  | Ніжинський пологовий будинок, лікар-неонатолог                                   |
| 15       | Ковтуна Григорій Григорович   | 03.11.2010            | середня | позапартійний                                 | м. Ніжин спеціальний авіаційний загін МНС, верстатник                            |
| 16       | Петрик Віталій Іванович       | 03.11.2010            | середня | позапартійний                                 | м. Ніжин «АГРО ЛІС», лісник                                                      |